# Saint-Jean-Pied-de-Port
Saint-Jean-Pied-de-Port (baszkul: Donibane Garazi, spanyolul: San Juan Pie de Puerto, katalánul: Sant Joan de Peu de Port, okcitánul: Sent Joan Pè de Pòrt, latinul: Fanum Sancti Ioannis Pedeportuensis, aragóniai nyelven (nyelvjárásban) Sant Chuan Piet de Puerto) település Franciaországban, Pyrénées-Atlantiques megyében. Alsó-Navarra egykori székhelye. Lakosainak száma 1487 fő (2022. január 1.).
Saint-Jean-Pied-de-Port Çaro, Ispoure, Saint-Jean-le-Vieux, Saint-Michel és Uhart-Cize községekkel határos.

## Földrajza
A Pireneusok északi lábánál található. A Nive (Errobi) folyó átfolyik a falun.

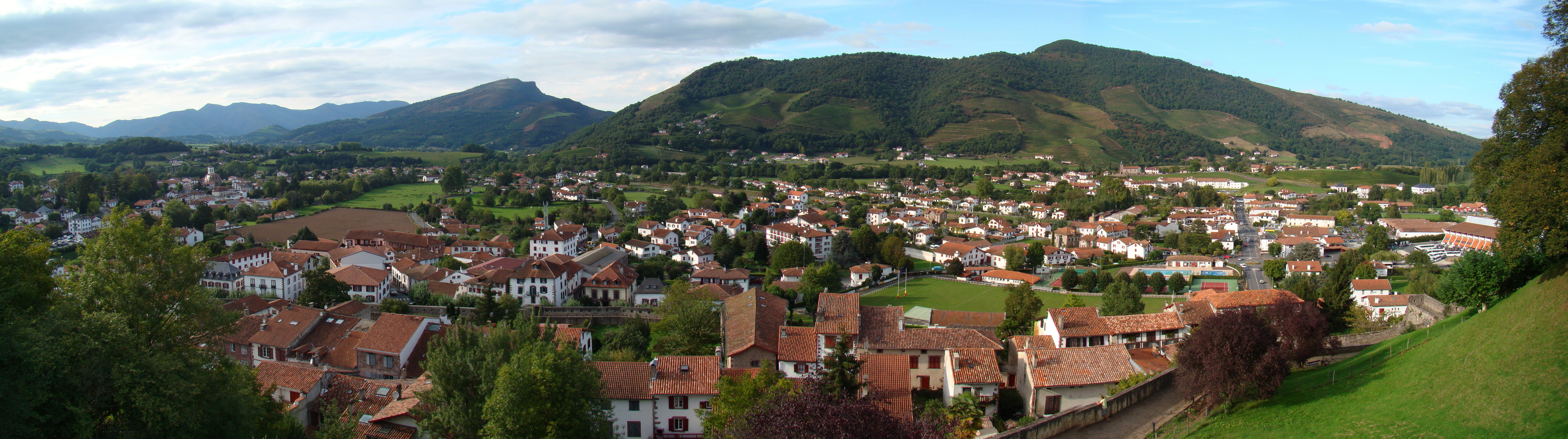
Saint-Jean-Pied-de-Port (Donibane Garazi) panorámája a Citadellából (2010)

## Népesség
A település népessége az elmúlt években az alábbi módon változott:
| Lakosok száma | 1553 | 1580 | 1851 | 1587 | 1553 | 1532 | 1510 | 1499 | 1487 | 1797 |
|               | 2014 | 2015 | 2016 | 2017 | 2018 | 2019 | 2020 | 2021 | 2022 | 2024 |